# Indre-Wijdefjorden-Nationalpark
Der Indre-Wijdefjorden-Nationalpark (norwegisch Indre Wijdefjorden nasjonalpark) ist ein 1.127 km² großer Nationalpark auf der norwegischen Insel Spitzbergen. Der Nationalpark umfasst 745 km² Festland und 382 km² Meeresfläche. Der Park ist einer von sieben Nationalparks auf Spitzbergen.
Er wurde 2005 gegründet. Der Wijdefjord ist der längste Fjord auf Spitzbergen. Er erstreckt sich von einem Kaltwasserbecken, in das ein Gletscher mündet, bis zu einem marinen Biotop in der weiten Mündung des Fjordes.